# Joannes Benedictus Hyacinthus van de Mortel
Joannes Benedictus Hyacinthus van de Mortel (Boxmeer, 16 augustus 1797 - Rosmalen, 12 augustus 1887) was een Nederlands rechter en politicus.

## Familie
Van de Mortel was een zoon van Josephus Franciscus van de Mortel (1760-1808) en Maria Francisca Anthonetta Ursula Portmans (1776-1854). Hij trouwde met Joanna Cornelia van Rijckevorsel (1798-1861), lid van de familie Van Rijckevorsel. Hij was een zwager van Gerardus Andreas Martinus van Bommel en oom van Hyacinthus Constantinus Fredericus Kerstens.

## Loopbaan
Van de Mortel studeerde rechten in Luik en vestigde zich als advocaat in zijn geboorteplaats. Hij was daarnaast schoolopziener (1823-1856). Hij werd benoemd tot rechter in de rechtbank van eerste aanleg te 's-Hertogenbosch (1836-1838) en was vervolgens raadsheer (1838-1872) en president (1872-1876) van het provinciaal gerechtshof in Noord-Brabant, later het Gerechtshof 's-Hertogenbosch geworden.
Hij was lid van de Provinciale Staten (1825-1834, 1859-1870) en Gedeputeerde Staten (1826-1834) van Noord-Brabant. In 1834 werd hij verkozen tot lid van de Tweede Kamer der Staten-Generaal (1834-1841). Vanaf 1847 was hij gemeenteraadslid in Den Bosch. In 1848 keerde hij als buitengewoon lid van de Tweede Kamer even terug in de landelijke politiek. Hij stemde vóór alle voorstellen tot grondwetsherziening, maar voerde niet het woord. Van de Mortel behoorde aanvankelijk tot de regeringsgezinden, maar na 1848 tot de liberale stroming.
Van de Mortel was medeoprichter van het Provinciaal Genootschap van Kunsten en Wetenschappen in Noord-Brabant.
Van de Mortel werd benoemd tot ridder in de Orde van de Nederlandse Leeuw (1840) en commandeur in de Orde van de Eikenkroon (1857). Hij overleed in 1887, een paar dagen voor zijn negentigste verjaardag.
- Biografisch Portaal: 49184659
- International Standard Name Identifier: 0000 0003 9330 7644
- Nederlandse Thesaurus van Auteursnamen: 073604380
- Parlement.com: vg09llsghksr
- Virtual International Authority File: 287526039
- WorldCat: E39PBJxMfgMKpJ9F7XQ9c7dfbd